# ロイ・オービソン
ロイ・ケルトン・オービソン（Roy Kelton Orbison、1936年4月23日 - 1988年12月6日）は、アメリカ合衆国・テキサス州ヴァーノン出身のシンガーソングライター。故郷でのタレント活動などを経て1955年にレコード・デビューし、伸びやかなファルセットが特徴的な歌声とロカビリー調の楽曲で、1960年代前半から中盤にかけて大きな成功を集めた。1980年代には、ジョージ・ハリスンとジェフ・リンによる覆面プロジェクト「トラヴェリング・ウィルベリーズ」のメンバーとしても活動した。代表曲に、「オー・プリティ・ウーマン」「ブルー・バイユー」「オンリー・ザ・ロンリー」などがある。愛称は、ビッグ・オー（The Big O）。
ローリング・ストーン誌の選ぶ「歴史上最も偉大な100人のシンガー」において第13位、「歴史上最も偉大な100組のアーティスト」において第37位。Q誌の選ぶ「歴代の偉大な100人のシンガー」において第23位。

## 略歴

### 誕生〜1960年代
父親の手ほどきでギターを習得し、幼少の頃から地元のラジオやテレビ番組などに出演していた。高校時代に結成していたバンド、ティーン・キングスでの手腕がバディ・ホリーのプロデューサーだったノーマン・ペティに見出され、1955年にシングル「ウービィ・ドゥービィ」でデビュー。その後、1956年から1959年にかけてサン・レコードとRCAビクターでエルヴィス・プレスリーの後釜的存在として活動し、数枚のシングルを発表したが、ヒットには恵まれなかった。
しかし、1959年にモニュメント・レコードへ移籍してからは運気が好転し、一転してヒット曲を連発。在籍していた1959年から1965年にかけて、全米と全英のトップ10チャートにそれぞれ9曲、10曲のシングルを送り込んだ。その中でもとりわけ1964年に発表された「オー・プリティ・ウーマン」は全米・全英チャートで共に1位を獲得し、全世界で400万枚のセールスを記録する大きな成功を収めた。同曲は、1982年にヴァン・ヘイレンによってカバーされて全米トップ20内にランクインするリバイバルとなり、1990年にはゲイリー・マーシャル監督の映画『プリティ・ウーマン』の主題歌として大きな注目を集め、オービソンの数あるヒット曲の中では最も有名な作品となっている。1963年には、当時ブレイクしたばかりのビートルズとのジョイント・ツアーを敢行。以降は、本国のアメリカ以上にイギリスで大きな人気を集め、その人気は後年まで安定したものとなった。
しかしながら、モニュメント・レコードを離れてメトロ・ゴールドウィン・メイヤーに在籍した1960年代後半以降の活動は不調が続いた。さらに、1966年に妻がオートバイの事故で死去し、2年後には火事で息子のうち2人を失うなど、同時期はプライベートでも大きな悲劇に見舞われている。そんな状況にありながら、1967年にはオービソンの主演映画『The Fastest Guitar Alive』が公開されている。そして1969年、オービソンはバーバラと再婚した。

### 1970年代以降
アサイラム・レコードで活動していた1970年代もヒット曲には恵まれなかったが、同時期はリンダ・ロンシュタットの「ブルー・バイユー」や先述のヴァン・ヘイレンの「オー・プリティ・ウーマン」など、他のアーティストによる過去のヒット曲のカバーがヒットチャートを賑わせた。また、自身も1980年にエミルー・ハリスとのデュエット曲「ザット・ラヴィン・ユー・フィーリン・アゲイン」がグラミー賞を受賞するなど、絶好調とはいかないまでも着実な成果もあげている。また、1986年には「イン・ドリームス」が、映画監督デヴィッド・リンチによる『ブルーベルベット』において、ストーリーと密接に関係した形で非常に重要な扱いで取り上げられる。同監督は、後に2001年の『マルホランド・ドライブ』においても、やはりオービソンの「クライング」をフィーチャーしている（ただし、オービソンによるオリジナルではなく、レベッカ・デル・リオによるスペイン語歌詞のアカペラバージョン）。
その後は、ヴァージン・レコードで地道な活動を続けたオービソンは、デビューから32年後の1987年にロックの殿堂入りを果たす。同年9月にアンバサダーホテルのクラブ「ココナッツ・グルーヴ」で行われたステージでは、エルヴィス・コステロやブルース・スプリングスティーン、トム・ウェイツなどといった豪華な顔ぶれと共に演奏し、ベテランとしての貫禄を大衆にアピールした。その時の模様は、後にライヴ・アルバム『ブラック・アンド・ホワイト・ナイト』としてリリースされた。
翌1988年には、ジョージ・ハリスンとジェフ・リンによって結成されたスーパーバンド「トラヴェリング・ウィルベリーズ」にボブ・ディラン、トム・ペティとともに参加。メンバーがそれぞれ変名を名乗ったこのバンドにおいて、オービソンは「レフティ・ウィルベリー」という偽名で参加した。ウィルベリーズのアルバム『トラヴェリング・ウィルベリーズ Vol.1』は全米のビルボードのアルバムチャートでトップ10以内にランクインする大ヒットを記録し、このアルバムの成功によって、彼は久々にミュージック・シーンの第一線にカムバックすることとなった。しかしその矢先の同年12月6日、オービソンは心筋梗塞のため急逝、52歳だった。

## 死後
1960年代に各国でその音楽が親しまれた彼の突然の訃報は世界に衝撃を与え、1989年に発表された遺作『ミステリー・ガール』やシングル「ユー・ゴット・イット」は久々のヒットとなっている。同年にはソングライターの殿堂入りを果たした。
1992年、未発表音源を中心としたアルバム『キング・オブ・ハーツ』が発表された。同作には、オービソンの死後にオーバー・ダビングが施されて完成した曲も含まれている。
2010年にはハリウッド・ウォーク・オブ・フェームの星を獲得した。

## 作品

### スタジオ・アルバム
- Roy Orbison at the Rock House（1961年）
- シングス・ロンリー&ブルー - Sings Lonely and Blue（1961年）
- クライング - Crying（1962年）
- イン・ドリームス - In Dreams（1963年）
- There Is Only One Roy Orbison（1965年）
- オービソングス - Orbisongs（1965年）
- The Orbison Way（1966年）
- The Classic Roy Orbison（1966年）
- Roy Orbison Sings Don Gibson（1967年）
- The Fastest Guitar Alive Original Soundtrack（1967年）
- Cry Softly Lonely One（1967年）
- Roy Orbison's Many Moods（1969年）
- Hank Williams the Roy Orbison Way（1970年）
- The Big O（1970年）
- Roy Orbison Sings（1972年）
- Memphis（1972年）
- Milestones（1973年）
- I'm Still in Love with You（1974年）
- Regeneration（1977年）
- Laminar Flow（1979年）
- ミステリー・ガール - Mystery Girl（1989年）
- キング・オブ・ハーツ - King of Hearts（1992年）

### ライヴ・アルバム
- ブラック・アンド・ホワイト・ナイト - A Black & White Night Live（1989年）
- Combo Concert: 1965 Holland（1998年）
- Live at the BBC（1998年）
- Authorized Bootleg Collection（1999年）[9]
それまで海賊版として出回っていた4つのコンサートの完全版を収めた4枚組のボックス・セット。
- ザ・ラスト・コンサート - The Last Concert (December 4, 1988)（2010年）

### コラボレーション・アルバム
- ジョニー・キャッシュ、ジェリー・リー・ルイス、カール・パーキンスとの連名
  - Class of '55（1986年）
- トラヴェリング・ウィルベリーズ
  - トラヴェリング・ウィルベリーズ Vol.1 - Traveling Wilburys Vol. 1（1988年）

### 代表曲
- オンリー・ザ・ロンリー - Only the Lonely（1960年/全米2位・全英1位）
- ブルー・エンジェル - Blue Angel（1960年/全米9位・全英11位）
- ランニング・スケアード - Running Scared（1961年/全米1位・全英9位）
- クライング - Crying（1961年/全米2位・全英25位）
- ドリーム・ベイビー - Dream Baby (How Long Must I Dream)（1962年/全米4位・全英2位）
- イン・ドリームス - In Dreams（1963年/全米7位・全英6位）
- フォーリング - Falling（1963年/全米22位・全英9位）
- ブルー・バイユー - Blue Bayou（1963年/全米29位・全英3位）
- ミーン・ウーマン・ブルース - Mean Woman Blues（1963年/全米5位・全英3位）
- イッツ・オーヴァー – It's Over（1964年/全米9位・全英1位）
- オー・プリティ・ウーマン - Oh, Pretty Woman（1964年/全米1位・全英1位）
- プリティ・ペイパー - Pretty Paper（1964年/全米15位・全英6位）
- トゥー・スーン・トゥ・ノウ - Too Soon to Know（1966年/全米68位・全英3位）
- ユー・ゴット・イット - You Got It（1989年/全米9位・全英3位）
- 走り続ける夜 - I Drove All Night（1992年/全英7位）